# Rzeczyca (powiat krośnieński)
Rzeczyca (niem. Riesnitz) – wieś sołecka w Polsce, położona w województwie lubuskim, w powiecie krośnieńskim, w gminie Maszewo.
Wieś ulicowo-placowa. Pierwsza wzmianka o wsi noszącej nazwę Recziza pochodzi z 1308 roku. Informacja taka została odnotowana w przeglądzie miejscowości biskupstwa poznańskiego. Jednak autor opracowania zabytków regionu krośnieńskiego Erich Blunck wyraził wątpliwość co do identyfikacji tej miejscowości z opisywaną tu Rzeczycą. Dopiero informacja z XVIII wieku mówi o właścicielu dóbr szlacheckich rodzinie von Oppen, a po 1828 roku o innych mieszczańskich właścicielach m.in. o nazwisku Petsch. 
W latach 1975–1998 miejscowość należała administracyjnie do województwa zielonogórskiego.
Miejscowość położona jest przy drodze lokalnej Drzeniów – Gądków Wielki.

## Zabytki

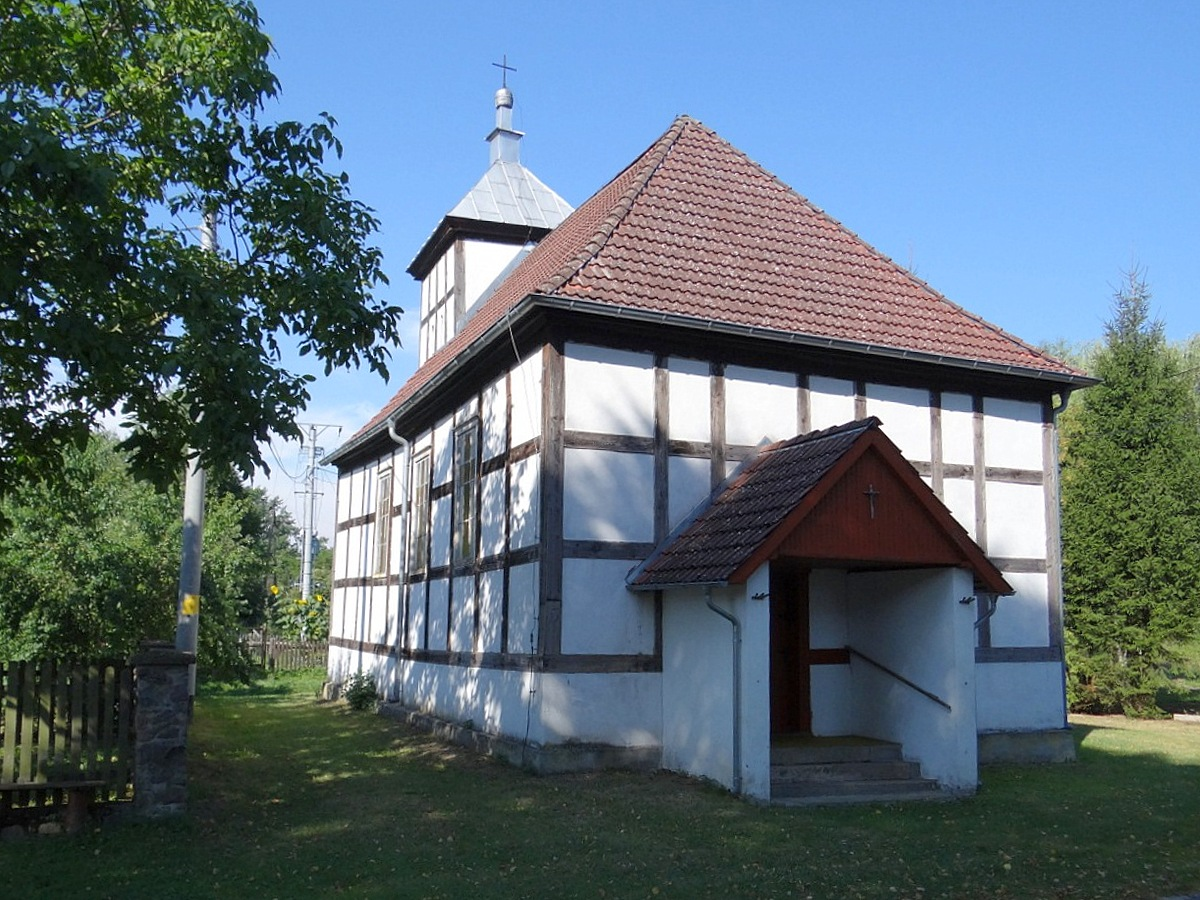
Kościół św. Stanisława Biskupa i Męczennika

- kościół wybudowano tu w latach 1731–1732 o konstrukcji szachulcowej jako budowlę protestancką, a obecnie katolicki kościół filialny pw. Świętego Stanisława Biskupa i Męczennika[4]. Świątynię wyposażono w organy na przełomie XIX i XX wieku, a na początku XX wieku obmurowano ją cegłą[5]. Świątynia jest budowlą salową założoną na planie prostokąta. Po zachodniej stronie posiada wzniesioną czworoboczną wieżę, a jej korpus nakryty jest dachem trójspadowym, natomiast wieża hełmem namiotowym. Od strony wschodniej prowadzi do świątyni wejście główne, ale pierwotnie było umieszczone w partii wieżowej[5]. Obecnie w przyziemiu wieży znajduje się zakrystia. Po II wojnie światowej przykryte stropem drewnianym wnętrze zostało przekształcone i dostosowane do liturgii katolickiej[5]. Kościół został pozbawiony zabytkowego wyposażenia, na zewnątrz skuto tynki i dzięki temu odsłonięta została interesującą pierwotna konstrukcja szkieletowa świątyni[5].
- pałac z pierwszej połowy XIX w., nakryty dachem mansardowym, a w czasach późniejszych budowlę powiększono od strony wschodniej o piętrowy obiekt z portykiem[5]. Obecnie budowla, pozbawiona historycznego wystroju i wyposażenia, jest remontowana przez prywatnego właściciela[5].
- park krajobrazowy o powierzchni 4,5 ha z 54 gatunkami drzew i krzewów, z których 18 ma charakter pomnikowy, założono w czasach budowy pałacu[5].
- cmentarz polny z XIX w.